# Richibucto (Novo Brunswick)
Richibucto é uma pequena cidade localizada no Condado de Kent na província canadense de New Brunswick, no leste do Canadá.